# نیوتن پاپلفورد
نیوتن پاپلفورد (به انگلیسی: Newton Poppleford) یک روستا در بریتانیا است که در Newton Poppleford and Harpford واقع شده‌است. نیوتن پاپلفورد ۱٬۷۱۵ نفر جمعیت دارد.